# Birkfeld
Birkfeld är en ort och kommun i distriktet Weiz i förbundslandet Steiermark i Österrike.
Kommunen består av nio orter (Ortschaften) (inom parentes invånarantal 1 januari 2024):

- Aschau (380)
- Birkfeld (1 736)
- Gschaid bei Birkfeld (822)
- Haslau bei Birkfeld (395)
- Piregg (276)
- Rabendorf (273)
- Rossegg (270)
- Sallegg (97)
- Waisenegg (726)

Kommunen fick sin nuvarande form den 1 januari 2015 genom en sammanslagning av kommunerna Birkfeld, Gschaid bei Birkfeld, Haslau bei Birkfeld, Koglhof och Waisenegg. 